# Relationer mellan Västtyskland och Östtyskland

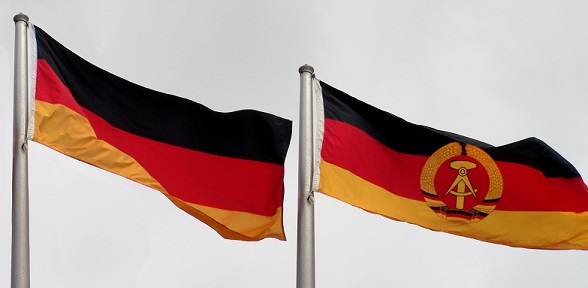
Västtysklands och Östtysklands flaggor vajar på Montreals olympiastadion

Relationer mellan Västtyskland och Östtyskland eller tysk-tyska relationer, tyska innerdeutsche Beziehungen eller deutsch-deutsche Beziehungen, är ett samlingsnamn för de politiska, ekonomiska, kulturella och mänskliga kontakterna mellan Västtyskland (Förbundsrepubliken Tyskland) och Östtyskland (Tyska demokratiska republiken, DDR) under Tysklands delning i två separata stater 1949-1990.
Relationerna mellan de två tyska staterna var under lång tid icke-existerande, inte minst som en följd av den västtyska Hallsteindoktrinen. 1970-talets Ostpolitik under Willy Brandt förbättrade dock relationerna. Praktiskt visade sig detta genom Grundfördraget som reglerade staternas förhållanden och underlättade för medborgarna. 

## Kalla kriget och kyliga relationer
Tyskland blev vid andra världskrigets slut 1945 ockuperat av  de allierade segermakterna Frankrike, Sovjetunionen, Storbritannien och USA. Efterkrigstidens politiska spänningar mellan öst och väst, i det s.k. kalla kriget, gjorde att två tyska stater bildades, knutna till var sitt maktblock; de västliga ockupationszonerna bildade den 23 maj 1949 Förbundsrepubliken Tyskland (BRD) "Västtyskland", medan den sovjetiska zonen blev Tyska demokratiska republiken (DDR) "Östtyskland" den 7 oktober samma år.
Målet om en tysk återförening levde kvar men relationerna mellan de två länderna var en tid icke-existerande. Västtyskland anammade Hallsteindoktrinen där man med undantag för Sovjetunionen avbröt sina kontakter med länder som erkände DDR. För båda länder fanns det en problematik med att närmanden även problematiserade relationerna med deras bundsförvanter, inte minst för DDR som var beroende av Sovjetunionen. Ulbrichts avgång som ledare var en följd av de närmanden som gjorts till Västtyskland i början av 1970-talet.

## Närmanden mellan väst och öst

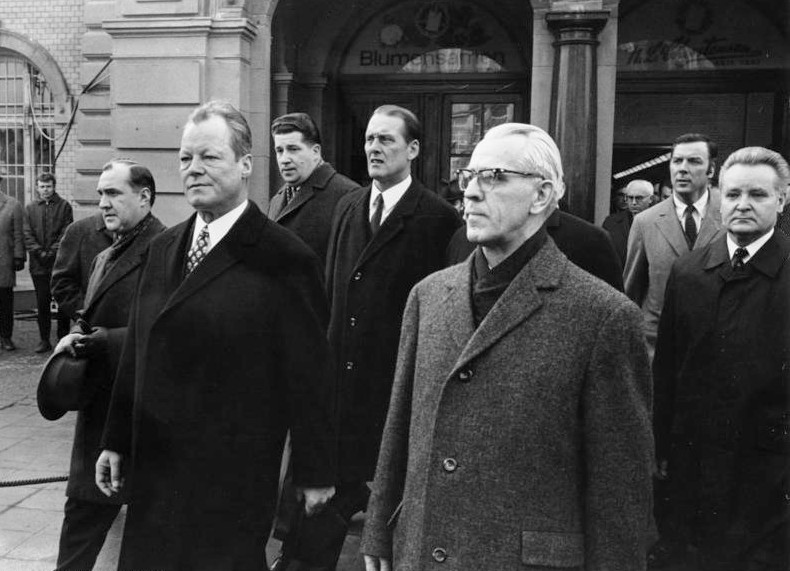
Willi Stoph till vänster med Willy Brandt i Erfurt 1970. Det var första gången två tyska regeringschefer träffades officiellt.

Under 1970-talet inledde en kursändring i relationerna mellan länderna sedan Willy Brandt tagit över som förbundskansler för en socialliberal koalitionsregering. Brandt hade redan som utrikesminister i den stora koalitionen (1966-1969) börjat utforma en politik för att närma sig DDR och östblocket tillsammans med Egon Bahr. 1970 skedde ett första toppmöte i Erfurt mellan Östtysklands regeringschef Willi Stoph och Västtysklands Willy Brandt. Därmed lämnade Västtyskland Hallsteindoktrinen. Grundfördraget som reglerade staternas förhållanden och underlättade för medborgarna skrevs under 1972. Överenskommelser ledde också till att man öppnade ständiga representationer i Bonn respektive Östberlin. 

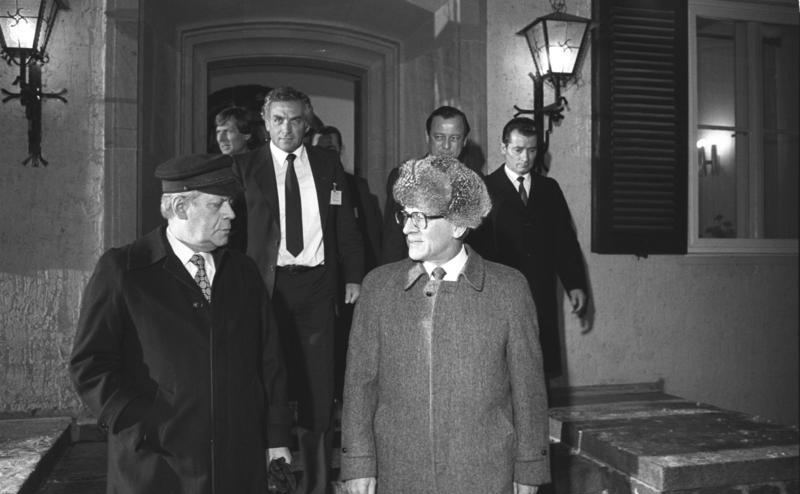
1981 följde ett nytt toppmöte mellan Erich Honecker och Helmut Schmidt i Östberlin och Güstrow.

Helmut Schmidt besökte Östtysklands ledare Erich Honecker 1981 med möten i Östberlin och Güstrow. 
Under 1980-talet gavs omfattande lån från Västtyskland till Östtyskland. Bland annat godkände Bayerns ministerpresident Franz-Josef Strauss ett miljardlån.
Under de sista årtionden i DDR:s existens blev landets främsta exportvara politiska fångar som friköptes av Västtyskland.[källa behövs] Detta gjorde att landet indirekt blev ekonomiskt beroende av sin västliga granne. Därför kunde de västtyska myndigheterna med tiden ställa allt högre krav på liberaliseringar för att samarbetet skulle fortsätta. Bland annat tvingades DDR ta bort en del vapen och hinder vid Berlinmuren och den inomtyska gränsen.

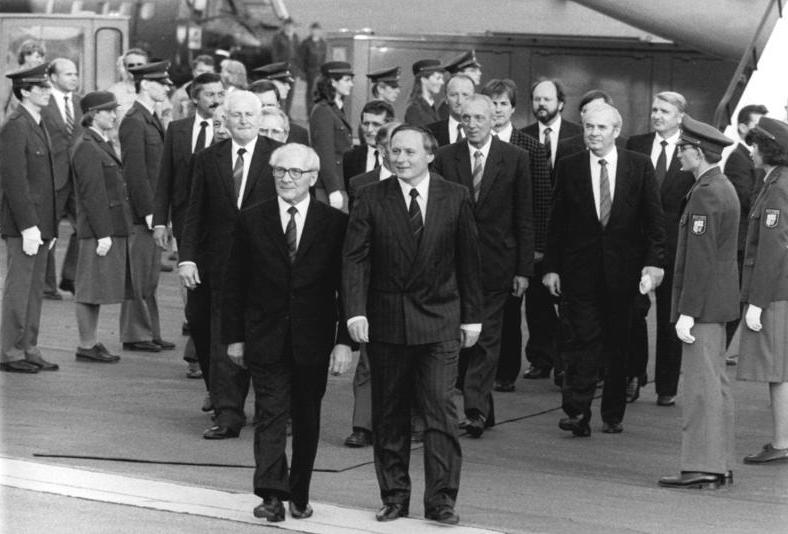
Erich Honeckers besök i Västtyskland 1987.

När Erich Honecker 1987 var på officiellt statsbesök i Bonn var första och sista gången en östtysk ledare officiellt besökte Västtyskland. När den östtyska nationalsången spelades sågs detta som ett slutgiltigt erkännande av Östtyskland från västtysk sida, men det visade sig bara vara tre år före den tyska återföreningen som i stort skedde på västtyska villkor.

## Vägen fram till återföreningen
Efter Berlinmurens fall den 9 november 1989 inleddes en politisk kursändring för Östtyskland, som kom att kallas die Wende. Det ekonomiskt och inrikespolitiskt sargade Östtyskland hade nu ingen annan väg att gå utom att närma sig Västtyskland.
Enpartistaten avskaffades och den 18 mars 1990 hölls de första fria valen i DDR, som då fick en konservativ (CDU) ministerpresident i ledningen för en stor koalition.
Arbetet för ett samgående innebar i praktiken en anpassning av det östtyska området för att kunna inkorporeras i den västliga förbundsrepubliken. I detta syfte undertecknades den 18 maj ett fördrag mellan de båda tyska staterna om en valuta- ekonomi- och socialpolitisk union, som trädde i kraft den 1 juli. Inför återföreningen beslutades den 22 juli 1990 om att DDR:s 14 delområden, Bezirke, utanför Berlin, i samband med anslutningen till förbundsrepubliken, skulle bilda de 5 förbundsländerna Brandenburg, Mecklenburg-Vorpommern, Sachsen, Sachsen-Anhalt och Thüringen. Den 31 augusti undertecknades ett fördrag om enande av förbundsrepubliken och DDR.
Tyskland återförenades så den 3 oktober 1990, då de nya delstaterna, motsvarande DDR:s tidigare område, liksom östra Berlin, anslöt sig till Förbundsrepubliken Tyskland.

## Fördrag mellan Västtyskland och Östtyskland
- Grundfördraget
- Ständiga representationers status
- Transitavtalet
- Fyrmaktsavtalet